# 文化の妖精ぽぷかる
文化の妖精ぽぷかる（ぶんかのようせいぽぷかる、2011年（平成23年）11月8日 - 2016年（平成28年）1月10日）は、愛知県の企画により誕生したイメージキャラクター。

## 来歴
2011年（平成23年）2月13日愛知ポップカルチャーフェスタinモリコロパーク（主催：愛知県 / 後援：文化庁）にて、イベントのイメージキャラクターとして誕生した萌えキャラ。ぽぷかるのキャラクターデザインはイラストレーターきくすけ。愛知県を中心に、中部圏をポップカルチャーの聖地にする計画「愛知ぽぷかる聖地化計画」を支援する象徴として掲げられている。名前は、イベントタイトルの「愛知ポップカルチャーフェスタinモリコロパーク」にちなんで命名された。
また、中日新聞運営の旅サイトぶらっ人では、ぽぷかるが執筆しているとされるブログ「妖精と巡る文化の旅　ぽぷかる」が存在する。著作権は愛知ぽぷかる制作委員会が保持しているが、公序良俗に反しないものに限り、非営利の二次創作を推奨している。
「愛知ぽぷかる聖地化計画」は2016年（平成28年）1月10日に開催された2015年（平成27年）度のメインイベント「ぽぷかる5」を最後に活動は終了した。
2016年（平成28年）末に愛知ぽぷかる製作委員会も解散した。

## 登場キャラクター
愛知県に関連した衣装やキャラクターが登場する。
ぽぷかる・リニモたん・エネミィの3キャラには公式コスプレイヤーがいる。
文化の妖精・ぽぷかる
東三河出身、長久手の森在住の文化の妖精。趣味は温泉で、好きな食べ物は海老フライと小倉トースト。様々な時代を巡る力をもち、古今東西の大衆文化、それぞれの時代のポップカルチャーを学んでいる。意外とEカップの巨乳で着やせする。公式の服装は、愛知県の花杜若が描かれた白い小袖に緑の袴。誕生日は11月8日。愛称はぽぷかるちゃん。
コノハズ君
鳳来町出身、長久手の森在住のコノハズクの化身。趣味は芝居鑑賞と朝の戦隊物の鑑賞、カードゲーム。誕生日は6月8日。愛称はコノハズ君。
リニモたん
八草〜藤が丘を結ぶリニモ（東部丘陵線）のキャラクター。「リニモたん総選挙」公募・投票によりキャラクター決定。口癖は「しゅいーん☆」
エネミィ
図書回廊に住む文化の妖精。ぽぷかるの幼馴染でライバル。名古屋コーチンをイメージした衣装に身を包み、愛知県形のぬいぐるみを持ち、肩からさげたアサリのポシェットはウナギの紐。ツンデレ。愛称はエネミィ様。
MCリースマン
愛知ぽぷかる聖地化計画を説明するMC。
怪盗X
名古屋城宵まつり2012内のぽぷかる特別企画探偵アドベンチャーゲーム「怪盗Xからの予告状〜VS金鯱学園～」で登場。変装の名人。ぽぷかるに誘拐予告状を出したが…。結局正体は謎のまま。

## メディア
- 2012年（平成24年）
  - 1月10日より、中日新聞旅サイトぶらっ人内にて、中部地方を中心としたポップカルチャー紹介ブログ「妖精と巡る文化の旅ぽぷかる」を連載。同年10月、東海ラジオの番組放送開始とあわせて「ぽぷかる通信」と改名された。[1]
  - 10月6日より、毎週土曜日26時30分～27時に東海ラジオにて、歌手の佐倉ユキとアナウンサーの山口由里がパーソナリティーを務める「ぽぷかる通信」が開始となる。
  - 11月10日より12月1日まで番組を一時休止していた。
  - 12月8日より、毎週土曜日23時～23時30分に放送時間が変更し再開となる。

- 2013年（平成25年）
  - 6月7日に、中日新聞県内版にぽぷかるの記事が掲載。「ぽぷかる第3弾スタート」として愛知PRコスプレ大使綾川ゆんまおとエネミィのイラストが掲載。
  - 6月26日より、ニコ生にて毎週水曜日20時～放送「Go!Go!ぽぷかる放送部」スタート。「大ぽぷかる展(ぽぷかる3)」イベント当日まで放送。番組内でぽぷかると共に佐倉ユキとあきいちことで、ぽぷかる応援ソング「Call」を制作。
  - 7月24日に、中部経済新聞に一宮商工会議所で開催されたリニモたん衣装お披露目についての記事が掲載。リニモたんの衣装を一宮市の繊維メーカーが制作。
  - 8月3日、東海ラジオ「放送してみた!」にて、リニモたん声優決勝戦。
  - 8月10日、東海ラジオ「放送してみた!」にて、エネミィ声優決勝戦。
  - 8月24日、エフエムななみ「佐倉ユキのサンサタRadio!」ぽぷかるゲスト出演。
  - 8月31日、テレビ愛知「ウチュー探偵」番組内でぽぷかる紹介。
  - 9月6日、中京テレビ「クリック!あいち」大ぽぷかる展紹介。

## イベント
2011年（平成23年）2月13日に開催された愛知ポップカルチャーフェスタinモリコロパーク（主催：愛知県／後援：文化庁）にて、イベントのイメージキャラクターとして登場。イベントでは、ぽぷかるイラスト描かれた限定リニモカード1枚500円がリニモ沿線の藤が丘駅と八草駅にて500枚の枚数限定で販売され、すべて完売となった。
名古屋城宵まつり（2012年（平成24年）8月3日 - 8月15日開催）にて、ぽぷかる特別企画・参加型探偵アドベンチャーゲーム「怪盗Xvs私立金鯱学園探偵科」を開催。

## グッズ
グッズはイベント会場のみの限定販売。
販売終了したグッズ
- ぽぷかる限定リニモカード（500枚限定 / 販売終了）

販売中のグッズ
- ぽぷかる冷麦
- ぽぷかるステッカー
- iPhoneジェルステッカー
- ぽぷかる×リニモチョロQ